# NGC 2214
NGC 2214 (другое обозначение — ESO 57-SC74) — рассеянное скопление в созвездии Золотая Рыба.
Этот объект входит в число перечисленных в оригинальной редакции «Нового общего каталога».
В литературе есть предположения о том, что объект представляет собой два сталкивающихся звёздных скопления, но, исходя из диаграммы Герцшпрунга-Рассела для этого скопления и из подгонки профиля, никаких доказательств этому не обнаружено.